# 庄司龍成
庄司 龍成（しょうじ りゅうせい、2005年5月10日 - ）は、日本の子役。 テアトルアカデミー（劇団コスモス）所属。神奈川県秦野市出身。

## 主な出演

### CM
- ユニ・チャーム トレパンマン

### テレビドラマ
- サラリーマン金太郎（2008年10月 - 12月、テレビ朝日）矢島竜太 役
  - サラリーマン金太郎2（2010年1月 - 3月）
- メイちゃんの執事（2009年1月 - 3月、フジテレビ）竜恩寺新之介 役
- サザエさん（2009年11月15日、フジテレビ）フグ田タラオ（タラちゃん） 役
  - サザエさん2（2010年8月8日）
  - サザエさん3（2011年1月2日）
- 大河ドラマ 江〜姫たちの戦国〜（2011年、NHK）三法師 役
- 謎解きはディナーのあとで 第2話（2011年10月25日、フジテレビ）近藤雄太 役
- 花嫁のれん 第2シリーズ（東海テレビ・フジテレビ、2011年10月 - 12月 ）湯原宗志 役
- 大河ドラマ 平清盛（2012年、NHK）兎丸（幼少期） 役
- 仮面ライダーウィザード 第2・3話（2012年9月9日・16日、テレビ朝日）
- 夜行観覧車 第6話（2013年2月22日、TBSテレビ）高橋良幸（少年期） 役
- なるようになるさ。（2013年7月 - 9月、TBS）長島空 役